# Lulu (voilier)
Pour les articles homonymes, voir Lulu.
Le Lulu (ex-Gunga-Din) est un navire de plaisance avec un gréement de type cotre aurique qui a été construit en 1897 au chantier Texier situé à Argenteuil, au bord de la Seine. Ses plans ont été dessinés par Thomas Rabot, aidé de Gustave Caillebotte.
Le Lulu fait l’objet d’un classement au titre objet des monuments historiques depuis le 6 septembre 1993.
Le Lulu a le label BIP (Bateau d'intérêt patrimonial)  de la Fondation du patrimoine maritime et fluvial.

## Histoire
Il est désormais basé à Sanary-sur-Mer et appartient à la copropriété Lulu (neuf propriétaires en société de quirataires) et participe aux régates des voiliers de tradition en Méditerranée. 